# Макаричев Сергій Юрійович
Сергій Юрійович Макаричев (рос. Сергей Юрьевич Макарычев; нар. 17 листопада 1953, Москва) — радянський і російський шахіст; гросмейстер (1976). Секундант Анатолія Карпова в матчах на першість світу (1985—1986). Шаховий журналіст. Військовослужбовець.

## Біографія
Вихованець шахової школи Палац (Москва). Випускник факультету журналістики МДУ ім. Ломоносова.
Чемпіон Європи серед юнаків (1973/1974). У складі молодіжної команди СРСР, переможець першості світу (1977). Успішно зіграв у низці чемпіонатів Москви, зокрема числі 1976 і 1983 — 1-2-ге місце. Учасник чотирьох чемпіонатів СРСР, найкращий результат: 1979 — 2-7-ме місце. Найкращі результати в міжнародних турнірах: Сухумі (1970) — 2-ге; Амстердам (1974, турнір майстрів) — 1-ше, 1975 — 1-5-те; Люблін (1976) — 2-3-тє; Балашиха (1977) — 3-тє; Фрунзе (1979) — 3-5-те; Гастінгс (1979/1980) — 3-тє; Новий Сад (1983) — 1-ше; Осло (1984) — 2-3-тє; Фрунзе (1985) — 1-ше; Бхилвара (1986) — 3-4-те місця, заслужений працівник культури Російської Федерації (2011).
Шахіст оригінального позиційного стилю.
З шахами познайомився в п'ять років. У віці 22-х років завоював звання гросмейстера, у 23 роки став гросмейстером СРСР. Шахіст активного позиційного стилю, аналітик, енциклопедист.
Під керівництвом Сергія Макаричева — у 1982, 1984, 1986, 1988 і 1992 роках — збірні СРСР і Росії п'ять разів здобували золото Всесвітніх Шахових Олімпіад і вигравали чемпіонати Європи 1989 і 1992 року.
У різні роки Макарычев був секундантом Анатолія Карпова (1984—1986) і Гаррі Каспарова (1991—1994). За словами Гаррі Каспарова, опублікованих в «Дебютній революції сімдесятих», дебютні дослідження Сергія Макаричева зробили його одним з активних учасників цієї революції.
З листопада 1996 по жовтень 2015 року працював у телекомпанії «НТВ-Плюс». Разом з дружиною Мариною Сергій вів щотижневу програму «Шаховий огляд», яка була також брендового програмою іномовлення НТВ, виходячи на каналах «НТВ Мир» і «НТВ-Америка». Проте головна родзинка роботи Сергія і Марини Макаричевих на телебаченні — це надоперативні «день у день», репортажі з найбільших шахових змагань — супертурнірів у Лінаресі, Вейк-ан-Зеє, Москві та Дортмунді, з етапів Гран-Прі ФІДЕ, з чемпіонатів світу за нокаут-системою і з матчів на першість світу.
За неповні 20 років цієї роботи подружжя Макаричевих підготувало майже три з половиною тисячі шахових програм, шість документальних фільмів і понад сто телеуроків.
Веде авторську колонку в «НГ-Антракт» — щотижневому додатку до «Независимая газета». За внесок у розвиток і популяризацію шахів ім'я Сергія Макаричева внесено до Золотої Книги ФІДЕ.
За досягнення в галузі шахів нагороджений медаллю «За трудову відзнаку» (1985).
У співавторстві з дружиною Мариною написав дві шахові книги. У 1995 році побачив світ самовчитель «Від А до …» — підручник «для тих хто вчить грати», а в 2010-му повністю в кольорі вийшла ілюстрована «Шахова казка» — книжка для початківців, покликана зацікавити і прищепити любов до шахів.
Сини Макаричева — Костянтин і Юрій закінчили з відзнакою Мехмат МДУ, а 2007 року захистили докторські дисертації у Прінстоні (США).

## Зміни рейтингу
| На цьому місці має відображатися графік чи діаграма, однак з технічних причин його відображення наразі вимкнено. Будь ласка, не видаляйте код, який викликає це повідомлення. Розробники вже працюють для того, щоби відновити штатне функціонування цього графіка або діаграми. | |
| | На цьому місці має відображатися графік чи діаграма, однак з технічних причин його відображення наразі вимкнено. Будь ласка, не видаляйте код, який викликає це повідомлення. Розробники вже працюють для того, щоби відновити штатне функціонування цього графіка або діаграми. |